# 生田警察署
生田警察署（いくたけいさつしょ）は、兵庫県警察が管轄する警察署の一つ。県内筆頭の大規模警察署であり、署長は警視正。署員数は約340名。中央区の内、フラワーロードより東を葺合署、西を生田署、ポートアイランド及び一部の海沿いを水上署が管轄している。中央区の人口は約13万である。
2017年現在、老朽化・狭隘化のため庁舎建て替え計画が進行中である。

## 概要
神戸市中央区に位置し、警察署名は合併前の旧生田区に由来する。中央区西部（旧生田区域）を概ね管轄区域とする。生田区は1980年に葺合区と合併し中央区となったが、両区にあった生田警察署・葺合警察署はそのままである。
現在、街頭犯罪の取り締まりに力を入れており、三ノ宮駅周辺で重点的な駐車違反の取締りなどを行っている。

## 所在地
- 神戸市中央区中山手通二丁目2番25号

## 管轄区域
- 神戸市のうち
  - 中央区（兵庫県葺合警察署及び兵庫県神戸水上警察署の管轄区域を除く。）

## 交番
- 一宮交番（北野町一丁目1-1）
- 北野交番（北野町三丁目3-8）
- 諏訪山交番（諏訪山町2-6）
- 下山手交番（下山手七丁目14-1）
- 大倉山交番（楠町四丁目2-1）
- 生田前交番（下山手通一丁目2-2）
- 京町交番（京町82）
- 元町駅交番（元町高架通1-100）
- 元町通交番（元町通三丁目11-10）
- デュオこうべ交番（相生町三丁目2-1）
- ハーバーランド交番（東川崎町一丁目3-6）